# Rafael Brandão
Célio Rafael Antônio Brandão, mais conhecido como Rafael Brandão, (Garça, 24 de junho de 1993) é um fisiculturista profissional. Brandão foi o primeiro fisiculturista brasileiro vencedor de um campeonato profissional da Open Bodybuilding. Atualmente é um dos dez principais atletas Open em atividade.

## Biografia e carreira
Rafael nasceu e cresceu em Garça, interior de São Paulo. Ingressou na academia inicialmente para ganho de peso, devido ao seu acelerado metabolismo. Começando sua jornada como um adolescente de 55 quilos, e aos 20 anos de idade decidiu ingressar em competições pela primeira vez em sua vida, e aos 22 anos, já era considerado uma das principais promessas do esporte no país.
2016
No ano de 2016, Brandão, em disputa no 47º Campeonato Brasileiro de Fisiculturismo, tornou-se o campeão nas quatro disputas que enfrentou na noite, vencendo os troféus das categorias Fisiculturismo Juvenil até 75kg e Fisiculturismo Juvenil - Overall, disputadas por atletas até 23 anos, bem como Fisiculturismo Sênior Masculino até 100 kg e Fisiculturismo Sênior Masculino - Overall. Com isso, recebeu o cartão pro, que fez com que ele se tornasse um atleta profissional pela Federação Internacional de Fisiculturismo (IFBB).
2017-18
Em 2017, estreou no IFBB Pro Circuit, encerrando na oitava posição do campeonato IFBB San Marino Pro. Já na próxima competição, o 2018 New York Pro, rendeu a sexta colocação para Brandão, antes de terminar em 3º lugar na competição IFBB California State Bodybuilding.
2019
No ano de 2019, Brandão fez a sua estreia no Arnold Classic, onde encerrou na sétima posição. Apesar disto, foi um dos destaques na competição, atraindo a atenção de todos os presentes, inclusive do próprio Arnold Schwarzenegger, quando este se levantou durante a apresentação individual de Brandão e foi até a beira do palco tirar selfies com o brasileiro. Em maio daquele ano, ficou em segundo lugar no Arnold Sports South America, disputado no Brasil , perdendo apenas para Juan Morel.
Brandão em 2019 foi para os Estados Unidos, passar uma temporada, onde passou a morar com a esposa, a também atleta Karen Ranocchia. O treinador de Brandão passou a ser Flex Lewis, recordista de títulos do Mr. Olympia na categoria 212, treinando com o mesmo na academia Dragon Lair.
2020
No dia 11 de outubro de 2020, Rafael Brandão conseguiu uma vaga para o Mr. Olympia na competição Europa Pro, que aconteceu em Alicante, Espanha, ao encerrar na terceira colocação da categoria Open. Foi a primeira vez em 32 anos que um brasileiro se classificou para a categoria principal do maior evento do esporte a nível mundial.
Porém apenas após 1 mês de sua classificação, através de uma coletiva de imprensa realizada no hotel Transamerica, anunciou que não competiria no Mr. Olympia 2020, devido a um desvio de septo e as sequelas causadas pela COVID-19 em sua saúde, atrapalhando em sua preparação.
2021 e 2022
De volta aos palcos, Brandão brilhou ao vencer o Romênia Pro 2021, superando o britânico Samson Dauda, futuro campeão do Mr. Olympia 2024, e garantindo sua vaga no Mr. Olympia 2022.
Em 2022, diante de uma torcida apaixonada, Rafael venceu o Arnold Classic South America, derrotando o também brasileiro Vitor Boff. A consagração em casa marcou um dos momentos mais simbólicos de sua carreira.
No Mr. Olympia 2022, Brandão estreou com o pé direito, ficando à frente de nomes consagrados como Michal Krizzo. O 10º lugar foi comemorado como vitória, e sua presença foi uma das mais celebradas do evento.
2023 e 2024
Durante todo o ano de 2023, Rafael se dedicou exclusivamente à fase de crescimento (off-season), retornando aos palcos com força total somente em 2024, quando foi top 3 no Arnold Classic Ohio, campeão do Arnold Classic South America e do Romênia Pro, além do top 8 do Mr. Olympia.

## Competições
- 2014 - Campeonato Paulista IFBB, 1º lugar (amador)[20]
- 2016 - Campeonato Brasileiro de Fisiculturismo, 1º lugar (juvenil +75 kg, overall juvenil, sênior até 100 kg, overall sênior) (amador)[21]
- 2016 - Campeonato Sul-Americano de Fisiculturismo, 1º lugar (sênior +100 kg e overall) (amador) (pro card)[22]
- 2017 - San Marino Pro, 8º lugar
- 2018 - New York Pro, 6º lugar
- 2018 - California State Bodybuilding, 3º lugar
- 2018 - Toronto Pro, 5º lugar
- 2018 - Muscle Mayhen, 4º lugar
- 2019 - Arnold Classic Ohio, 7º lugar
- 2019 - Arnold Classic South America, 2º lugar
- 2019 - Bigman Weekend, 5º lugar
- 2020 - Europa Pro, 3° lugar[23]
- 2021 - Evls Praga Pro, 2º lugar
- 2021 - Romenia Pro, 1° lugar[24]
- 2022 - Arnold Classic South America, 1º lugar[25]
- 2022 - Mr.Olympia 2022, 10° lugar[26]
- 2024 - Arnold Classic Ohio, 3º lugar
- 2024 - Arnold Classic South America, 1º lugar
- 2024 - Mr.Olympia 2024, 8° lugar
- 2024 - Romênia Pro, 1° lugar

## Títulos

##### Amador
- Campeonato Paulista: 2014
- Campeonato Brasileiro (Juvenil +75 kg): 2016
- Campeonato Brasileiro (Overall Juvenil): 2016
- Campeonato Brasileiro (Sênior até 100 kg): 2016
- Campeonato Brasileiro (Overall Sênior): 2016
- Campeonato Sul-Americano: 2016 (Sênior +100 kg)
- Campeonato Sul-Americano: 2016 (Overall)

##### Profissional
- Romênia Pro: 2021 e 2024
- Arnold Classic South America: 2022 e 2024